# Халиф, Лев Яковлевич
Лев Яковлевич Хали́ф (29 ноября 1930, Казачинское — 3 августа 2018, Куинс, Нью-Йорк) — русский поэт и прозаик. С 1977 года жил в США.

## Биография
Лев Халиф родился в селе Казачинское в 200 км от г. Красноярска, в семье Якова Пейсаховича Халифа (1903 — 22 сентября 1942, умер после тяжёлого ранения на Северном Кавказе) и Сарры Давыдовны Файсман (1908 — 1985, Омск). Вскоре семья переехала в Ташкент.
Лев Яковлевич вспоминал:
"Школу я, по сути, не кончал, доучивался в вечерней школе, потом пару курсов учился в Ташкентской консерватории по классу вокала у профессора Владимира Павловича Девлета, пел баритоном… Начал печататься в «Правде Востока», первое стихотворение называлось «Суворов».
В 1953 году Лев Халиф приезжает в Москву, куда был направлен Союзом писателей Узбекистана для поступления в Литературный институт имени А. М. Горького, но не был принят.
По-настоящему начал заниматься поэзией в Москве, где 6 октября 1956 года в «Литературной газете» вышла подборка стихов в рубрике «Доброго пути!» с напутствием Назыма Хикмета.
В эти же годы (1953—1954) появилось знаменитое четверостишие «Черепаха», распространявшееся в самиздате, процитированное впоследствии в романе Гроссмана «Жизнь и судьба» (без указания авторства и в несколько изменённом виде, что бывает всегда, когда стихи становятся фольклором).
Из чего твой панцирь, черепаха? —

Я спросил и получил ответ:

— Он из пережитого мной страха,

И брони надёжней в мире нет.
Это — канонический текст. Та же «Литературная газета» перепечатала фельетон из молдавской газеты, которая напечатала «Черепаху» и получила за это выговор от властей — фельетон назывался «Халиф на час». Книга, которая была уже набрана в «Советском писателе», была тут же рассыпана и не выходила девять лет, пока Лев не пришёл в ЦК КПСС к заведующему идеологической комиссией Ильичёву с возмущением, что его книга слишком дорого стоит государству, с каждым новым набором и новым художником.

## Деятельность
Первая книга вышла в 1964 году («Мета»), с вырезанной цензурой «Черепахой» и ещё несколькими стихами, типа: «Зачем идёшь по чьей-то родине, зачем тебе две родины, солдат?», в 1966 году в журнале «Кругозор» (в разделе юмора) вышла тиражом 250000 экземпляров и злополучная «Черепаха», наконец-то попавшая во вторую книгу стихов — «Стиходром» — спустя девять лет после первой, в 1973 году. Печатался почти во всех центральных газетах и журналах — только по одному разу.
В начале 1970-х был принят в Союз писателей СССР, откуда вскоре — в 1974 году — демонстративно вышел, написав открытые письма: «Писатель — смертник слова» и «Писателю сидеть положено». Чтобы не умереть с голоду, занимался переводческой деятельностью, переводя стихи поэтов народов СССР.
В 1977 году эмигрировал, а точнее — буквально был вытолкнут из СССР, и с тех пор жил в Нью-Йорке, где вначале поселился на такой далёкой окраине, что, как говорил он сам, с друзьями выпивал по телефону.
Через сорок лет Юнна Мориц посвятила ему стихотворение «Благодаря доносам»:
Красавец Лев Халиф писал стихом свободным,

Без рифмы обходясь блестяще, вдохновенно.

В Америку свалив, где стих такой был модным,

Утратил он своих читателей мгновенно.

Талантливый поэт, остряк и забияка,

Потом писал друзьям бессонными ночами,

Что он от стукачей спасался и однако

Читался он взахлёб — хотя бы стукачами!

Теперь и стукачам стихи его до феньки,

Крамолы никакой, исчез читатель тонкий,

Стучавший на него за маленькие деньги,

Читавший всё подряд — с магнитофонной плёнки!

И, кстати, много строк благодаря доносам

Крылатились тогда и на слуху вертелись, —

Да и теперь к стихам летят, подобно осам,

И липнут стукачи, они в России — прелесть!..

А если стукачам стихи твои до феньки,

Крамолы никакой, — знаток исчезнет строгий,

Стучащий за совсем не маленькие деньги,

Плодящий по сетям твои — вот эти! — строки.

Мне — много тысяч лет, и весел мой рассудок,

Я только потому на запад не свалила,

Что есть кому стучать в любое время суток,

На буквочки мои, бумагу и чернила.

В 1979 году в издательстве «Альманах» в Лос-Анджелесе вышла книга прозы «ЦДЛ» («Центральный дом литераторов»), в 2001 году — её дополненное издание в издательстве «У-Фактория» в г. Екатеринбурге; в 1982 году в Нью-Йорке выходит «Ша, я еду в США», а в 1985 году издательство «Руссика» печатает роман «Молчаливый пилот». Кроме упоминаний в «Нью-Йоркере» и нескольких публикаций в Италии, где он ожидал американскую визу, не появилось ни одного перевода его произведений. Много печатался в «Континенте».
О злой и смешной книжке «ЦДЛ» Сергей Довлатов, называвший автора «помесью тореадора с быком», отзывался тепло, в том числе и в шуточных стихах, обращённых к Александру Генису и Петру Вайлю:
Верните книгу, Саша с Петей,

Иметь такую книгу — честь!

Я прославлял её в газете,

Теперь хочу её прочесть.

В поэме Евгения Евтушенко «Мама и нейтронная бомба» присутствует следующее упоминание автора романа «ЦДЛ»:
…и бывший московский сутенёр,

сочинивший роман «ЦДЛ»

на единственном

хорошо знакомом ему материале,

занимались коммунальными выяснюшками,

кто из них «агент КГБ»…
Умер 3 августа 2018 года в Куинсе, похоронен на кладбище «Lisovetsky Memorial Home», Бруклин, Нью-Йорк, США.

## Семья
- Сын — Тимур Халиф

## Поэзия
- Мета. Советский писатель, Москва, 1964.
- Стиходром. Советский писатель, Москва, 1973.
- Песни нищих, прикарманивших пустоту. ЛУЛУ, Нью-Йорк, 2013.
- Посейдон. Lulu, Stihadrom Publishing, Нью-Йорк, 2016.

### Проза
- «Ша, я еду в США» — 1982.
- «Молчаливый пилот» — «Руссика», 1985
- «ЦДЛ» («Центральный дом литераторов»). Альманах, Лос-Анджелес, 1979.
- «ЦДЛ» («Центральный дом литераторов»). 2-е издание — „У-Фактория“, Екатеринбург, 2001.
- «ЦДЛ» («Центральный дом литераторов»). 3-е дополненное издание — Центрполиграф, 2017 (Серия «Всемирная история»).